# 16888 Michaelbarber
16888 Michaelbarber è un asteroide della fascia principale. Scoperto nel 1998, presenta un'orbita caratterizzata da un semiasse maggiore pari a 2,5803614 UA e da un'eccentricità di 0,1786088, inclinata di 13,74659° rispetto all'eclittica.